# Guglielmo di Ebersberg
Guglielmo di Ebersberg (1010 – 3 gennaio 1085), in tedesco Williram von Ebersberg, fu un abate tedesco benedettino.
È noto soprattutto per la sua "Expositio in Cantica Canticorum", un complesso commento del Cantico dei Cantici che comprende una traduzione in tedesco antico e una parafrasi in latino.

## Biografia
Guglielmo/Williram proveniva da una famiglia nobile della zona del Reno, imparentata, tra gli altri, con l'arcivescovo di Colonia Eriberto (999-1021), il vescovo di Würzburg Enrico (995-1018) e i vescovi Heribert (1022-1042) e Gezemann (1042) di Rothenburg di Eichstätt.
Nel 1020, entrò nel monastero benedettino di Fulda, poi negli anni '40 divenne insegnante nel monastero benedettino di Michelsberg a Bamberga, insieme, tra gli altri, al vescovo Suidger, il futuro papa Clemente II (1046–1047). Guglielmo apparteneva alla cerchia di corte dell'imperatore Enrico III (1039-1056). Nel 1048 divenne abate presso il monastero benedettino di Ebersberg, dove rimase fino alla morte nel 1085. Fu amico dell'abate benedettino Guglielmo di Hirsau, per il quale scrisse una nuova versione della Vita di sant'Aurelio, patrono di Hirsau.
Nella prefazione alla sua Expositio da lui dedicata a Enrico IV (1050–1106), Guglielmo lamenta che in Germania la grammatica e la dialettica sono più popolari degli studi biblici, loda Lanfranco che si dedica all'approfondimento della Bibbia e attira molti studiosi tedeschi in Francia. Le pagine della sua opera sono divise in tre colonne: la prima contiene una parafrasi latina in esametri leonini della Vulgata, seguita, per ciascuno dei 150 paragrafi del Cantico dei Cantici, da una parafrasi del commento in prosa sulla colonna di destra; la seconda, il testo della Vulgata; e la terza, una traduzione in tedesco antico e alto tedesco, seguita da un commento in latino-tedesco in prosa mista. Guglielmo descrive il suo testo come un supporto al "corpo" del testo biblico che è segnato con i "voces" di Cristo, della Sinagoga e della Chiesa.
Si ritiene che Guglielmo sia anche l'autore del Chronicon Eberspergense, una serie di annali monastici inclusi nel registro di Ebersberg, da lui stesso compilato.